# Sellinsaari
Sellinsaari är en ö i Finland. Den ligger i sjön Pyhtäänjärvi och i kommunen Laukas i den ekonomiska regionen  Jyväskylä ekonomiska region  och landskapet Mellersta Finland, i den centrala delen av landet, 240 km norr om huvudstaden Helsingfors. Öns största längd är 70 meter i nord-sydlig riktning.